# Sněžná hora nefritového draka
Sněžná hora nefritového draka (čínsky pchin-jinem Yùlóng Xuěshān, znaky zjednodušené 玉龙雪山, tradiční 玉龍雪山) je horský masiv ležící v čínském autonomním okrese Jü-lung Na-si-cu, u města Li-ťiang v provincii Jün-nan.

## Etymologie
Čínské jméno je do angličtiny překládáno přímo jako Jade Dragon Snow Mountain (sněžná hora Nefritového draka). Někdy překlad zní Mount Yulong (hora Jü-lung) či Yulong Snow Mountain (sněžná hora Jü-lung). Nasiové horu nazývají Satseto, z odvození od boha války v jejich náboženství tung-pa.

## Geografie
Horský masiv Sněžné hory nefritového draka představuje část rozsáhleší pohoří Jü-lung, které se táhne dále na sever. Severozápadní úbočí masivu vytváří jeden ze svahů rokle Skákajícího tygra (Chu-tchiao-sia, 虎跳峡), která je vyhledávaným místem na turistických trasách. Dno rokle protíná řeka Ťin-ša-ťiang, vinoucí se mezi Sněžnou horou a horou Cha-pa-süe-šan. Pohoří Jü-lung se nachází jižně od pohoří Jün-ling. Oba útvary jsou součástí většího čínského jihozápadního celku, Východotibetských pohoří.
Osídlení v okolí  Sněžné hory zahrnuje města Paj-ša na jihu, Lung-pchan na západě, Ta-ťüna severovýchodě a vesnici Jü Šuej Čaj, část Li-ťiangu, při východním úpatí hory.

## Výpravy
Jako první Sněžnou horu zlezla americká expedice 8. května 1987. Na vrchol vystoupali Phil Peralta-Ramos a Eric Perlman, kteří překonali sněžné průrvy a vápencovou čelní stěnu. Během výstupu byli vystaveni vysokému stupni lavinového nebezpečí a nízké míře ochrany. V rámci Yosemitského decimálního systému cestu ohodnotili technickou obtížností 5,7.
Na úpatí Sněžné hory dlouhodobě žil rakousko-americký botanik a cestovatel Joseph Rock, který psal o místním regionu a jeho obyvatelích Nasiech. Zájem o horu později popsal autor cestopisů Bruce Chatwin, mj. v novinovém článku The New York Times. Upravený obsah následně zařadil do sbírky esejů What Am I Doing Here?. Chatwinova stať inspirovala k návštěvě regionu další cestovatele včetně Michaela Palina.

## Turistika
Horský masiv je součástí Krajinné oblasti Sněžné hory nefritového draka a národního geologického parku, s nejvyšším stupněm klasifikace „AAAAA“ v rámci kategorizace čínských turistických atrakcí, kterou vytváří agentura čínského ministerstva kultury a cestovního ruchu .
Na masivu je lanová dráha, mířící na vyhlídkovou plošinu ve výšce 4 506 m. Z ní lze pokračovat pěším výstupem do výšky 4 680 m. Lokace hory se staly dějištěm čtvrtého dílu osmnácté řady americké verze reality show The Amazing Race.

## Galerie

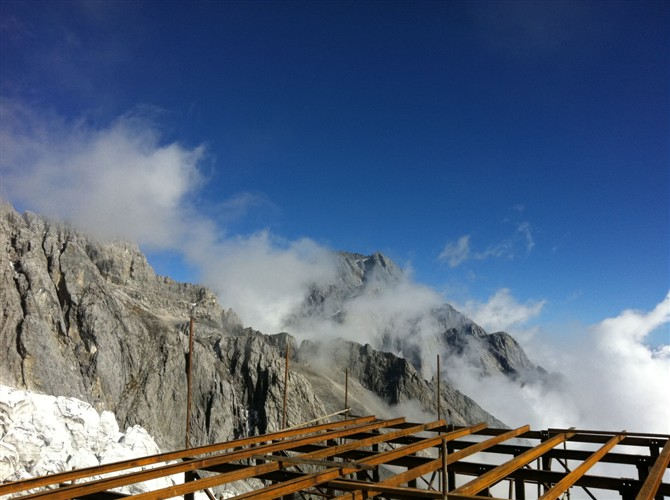
Vyhlídková plošina
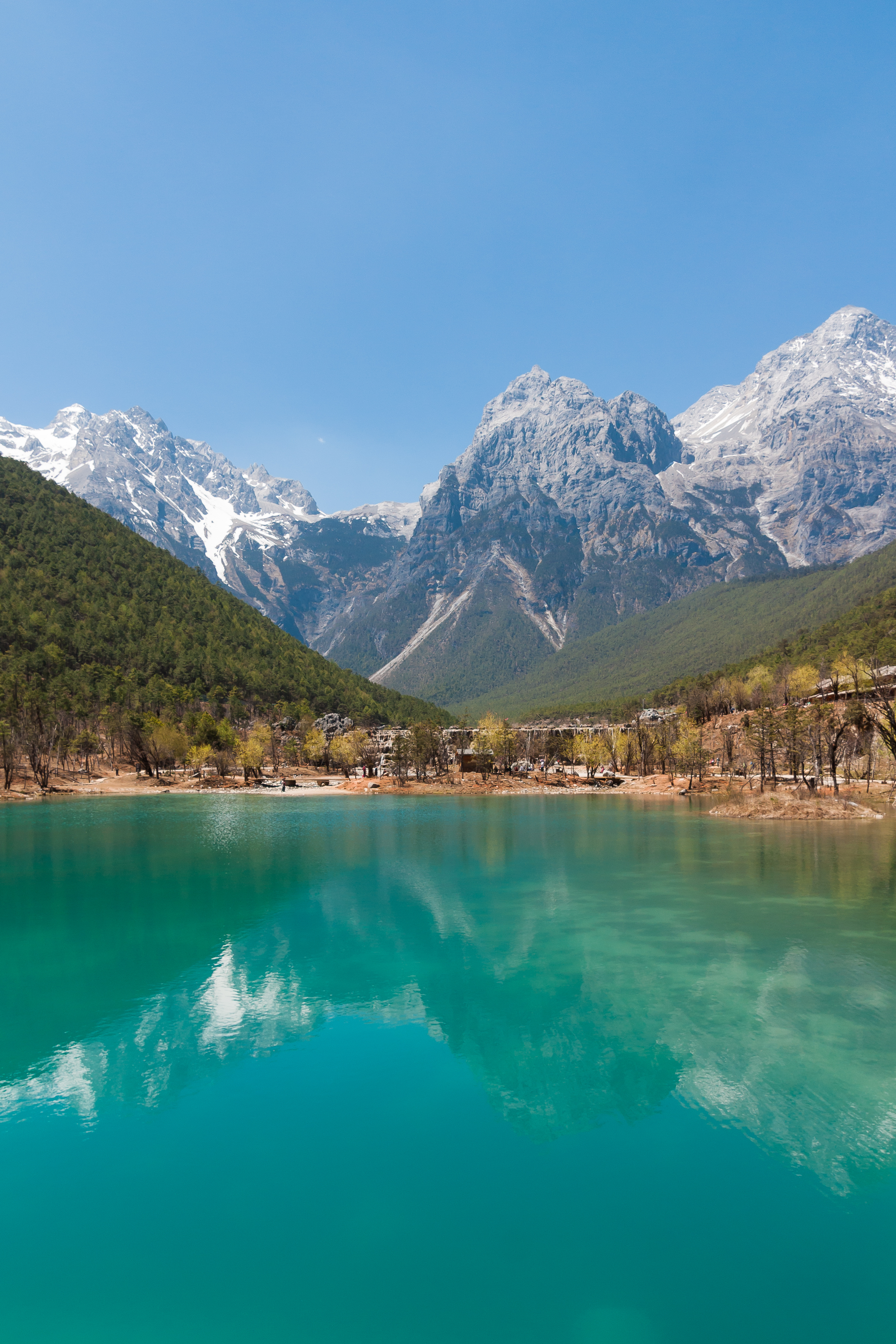
Pohled na Sněžnou horu
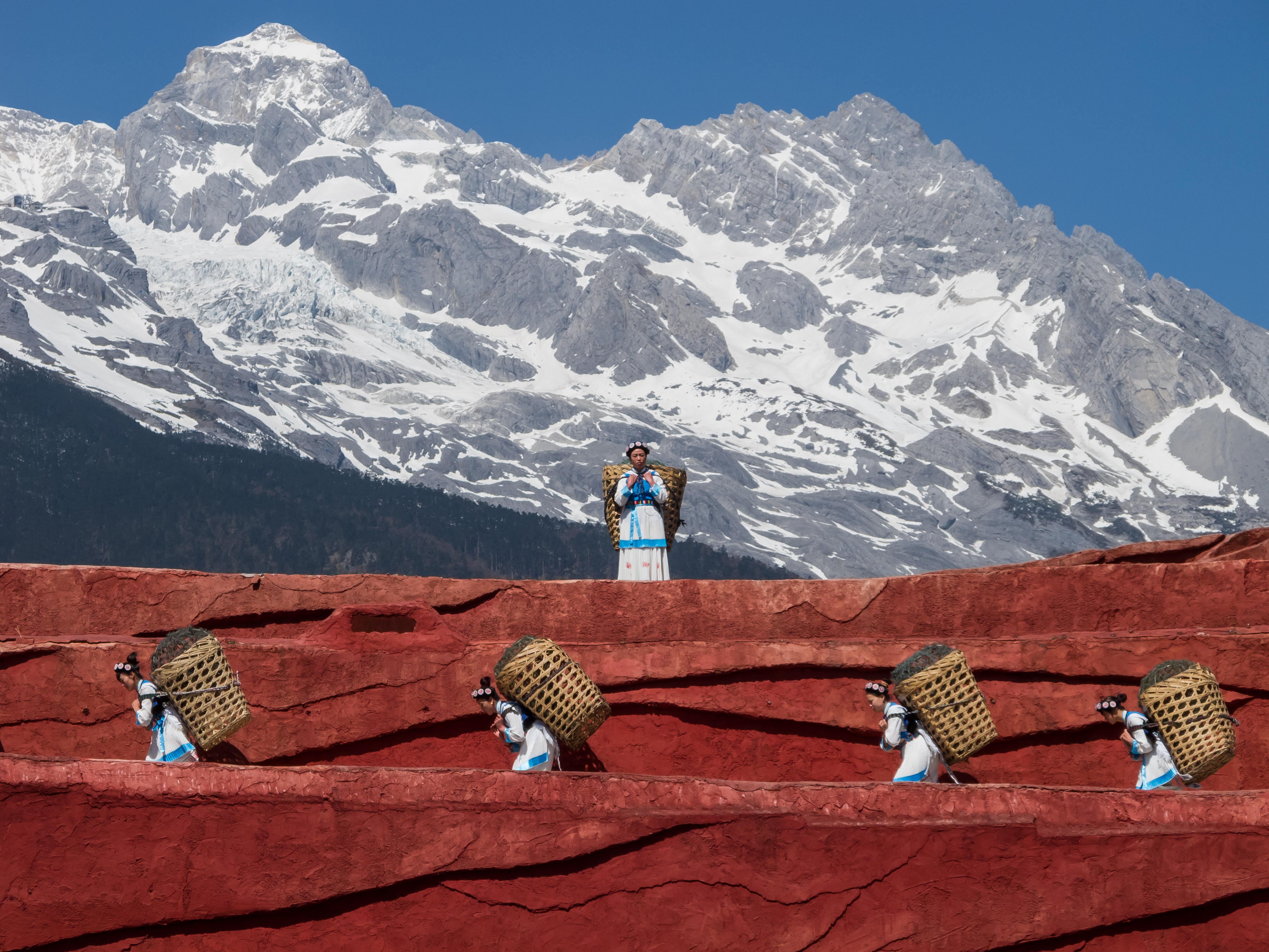
Nasijské ženy při představení v Li-ťiangu
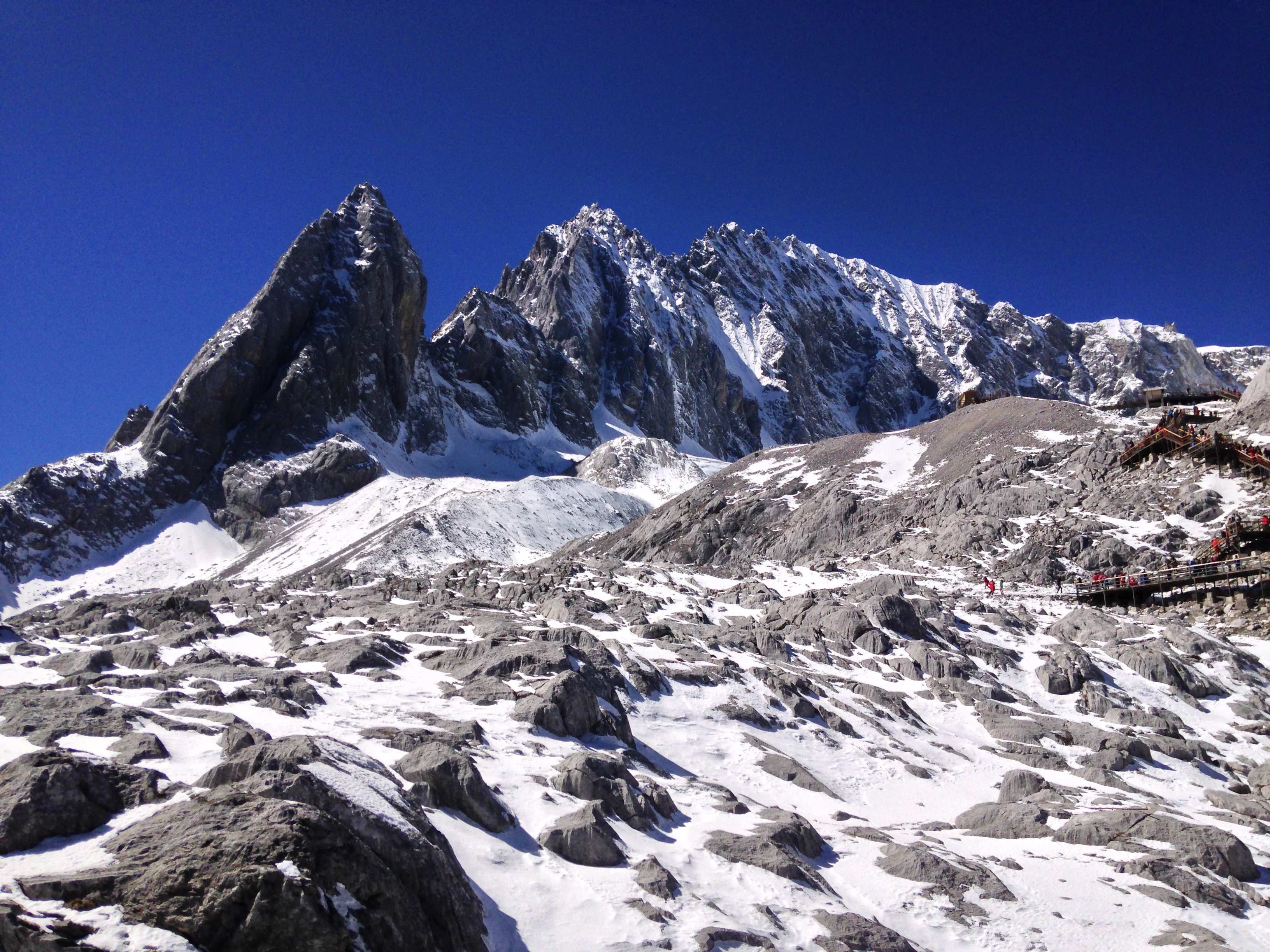
Sněžná hora